# Keith Bryen
Keith Bryen (Sídney, 29 de mayo de 1927 – 22 de octubre de 2013) fue un piloto australiano, que compitió en el Campeonato del Mundo de Motociclismo, desde 1953 hasta 1957.

## Resultados en el Campeonato del Mundo
Sistema de puntuación desde 1950 hasta 1968:
| Posición | 1.º | 2.º | 3.º | 4.º | 5.º | 6.º |
| Puntos   | 8   | 6   | 4   | 3   | 2   | 1   |

### Carreras por año
(Clave) (negrita indica pole position) (cursiva indica vuelta rápida)
| Año  | Cat.  | Moto       | 1       | 2       | 3      | 4     | 5     | 6       | 7     | 8     | 9     | Pts. | Pos. |
| ---- | ----- | ---------- | ------- | ------- | ------ | ----- | ----- | ------- | ----- | ----- | ----- | ---- | ---- |
| 1953 | 350cc | Norton     | IOM 23  | NED -   | BEL 17 |       | FRA - | ULS -   | SUI - | NAT - | ESP - | 0    | –    |
| 1953 | 500cc | Norton     | IOM Ret | NED 11  | BEL 18 |       | FRA - | ULS -   | SUI - | NAT - | ESP - | 0    | –    |
| 1954 | 350cc | Norton     | FRA -   | IOM Ret | ULS -  | BEL - | NED - | RFA -   | SUI - | NAT - | ESP - | 0    | –    |
| 1954 | 500cc | Norton     | FRA -   | IOM 13  | ULS -  | BEL - | NED - | RFA -   | SUI - | NAT - | ESP - | 0    | –    |
| 1956 | 350cc | Norton     | IOM 11  | NED 14  | BEL 13 | RFA 8 | ULS - | NAT -   |       |       |       | 0    | –    |
| 1956 | 500cc | Norton     | IOM Ret | NED 4   | BEL 10 | RFA 6 | ULS - | NAT -   |       |       |       | 4    | 13.º |
| 1957 | 350cc | Moto Guzzi | RFA -   | IOM 13  | NED 5  | BEL 3 | ULS 2 | NAT Ret |       |       |       | 12   | 4.º  |
| 1957 | 500cc | Moto Guzzi | RFA -   | IOM 13  | NED 6  | BEL 3 | ULS 5 | NAT -   |       |       |       | 7    | 7.º  |